# كليفتون دوسن
كليفتون دوسن (بالإنجليزية: Clifton Dawson)‏ هو لاعب كرة قدم أمريكية أمريكي، ولد في 8 أكتوبر 1983 في سكاربورو، تورنتو في كندا.

## وصلات خارجية
- كليفتون دوسن على موقع مرجع كرة القدم المحترفة.كوم (الإنجليزية)
- كليفتون دوسن على موقع JustSportsStats.com (الإنجليزية)